# Monumento coregico di Trasillo
Il monumento coregico di Trasillo fu innalzato ad Atene, sul lato sud-est dell'Acropoli, sopra il teatro di Dioniso, per commemorare la coregia da parte di Trasillo di Decelea nel 320-319 e di suo figlio Trasicle nel 270 a.C. La datazione del monumento è fornita da un'iscrizione sull'architrave.

## Storia

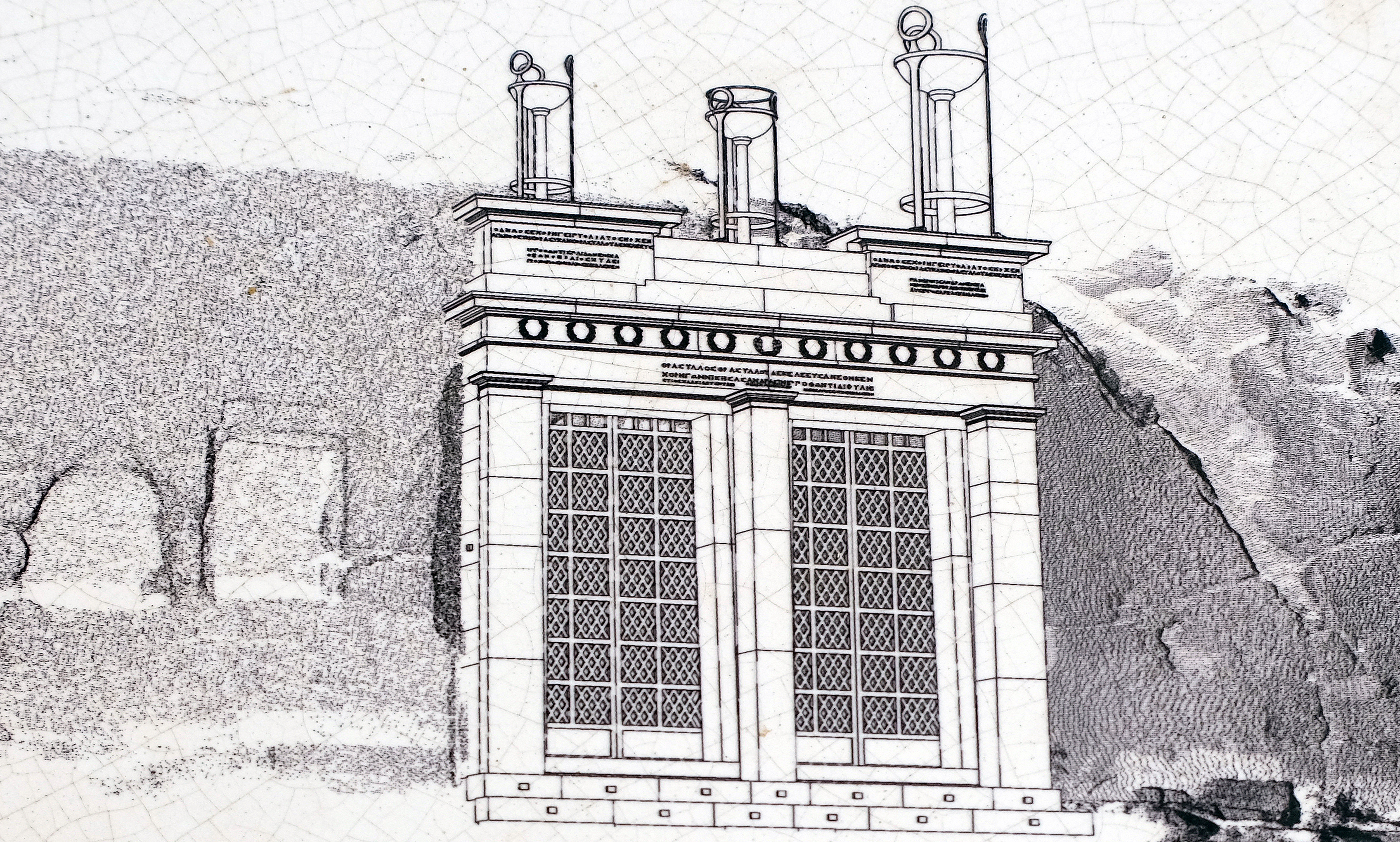
Ricostruzione del monumento

Il monumento si affaccia sul versante sud dell'Acropoli di Atene ed era costituito da tre pilastri e una statua probabilmente aggiunti nel 269 a.C. da Trasicle, figlio di Trasillo, quando fu lui stesso, come agonoteta, vincitore in due giochi musicali. L'architrave era decorato con fregi e cornici. Le colonne corinzie, sopra la grotta, erano in grado di sostenere i tradizionali tripodi, o potrebbero appartenere a un successivo monumento romano.
Il monumento fu convertito in epoca bizantina in una cappella chiamata Panaghia Chrysopeliotissa ("Santa Maria della cava"), diventando un soggetto famoso tra i monumenti di Atene. Nelle rappresentazioni pittoriche del passato l'ingresso del monumento veniva rappresentato con una statua di Dioniso (rimossa da Lord Elgin nel 1802 e oggi al British Museum di Londra) posta in sostituzione dei tripodi, probabilmente un intervento di epoca romana.
Si pensa che sia stata la presenza di questa statua, scambiata come figura femminile, a indurre la dedica a Maria. La chiesa prese la sua forma attuale durante il periodo di dominazione ottomana e conteneva come in tutte le chiese ortodosse un'iconostasi e vari ambienti interni decorati con affreschi. Vennero scavate varie cappelle su livelli diversi. 
Il monumento fu distrutto dai turchi durante l'assedio di Atene nel 1827 a causa di un bombardamento a colpi di cannone. Rimane una grotta scavata nella roccia, che è stata decorata con una cornice dorica di 7,50 m di lunghezza.
Il capitello di un pilastro appartenente al monumento è stato ritrovato nel 1985 nelle riserve del Museo archeologico nazionale di Atene. Si sa inoltre che parti del monumento vennero riutilizzare per restaurare la chiesa bizantina di Sotira Nikodimou oggi conosciuta come Chiesa russa di Atene.
Il monumento è stato studiato nel 2002 avviando un programma di ristrutturazione e ricostruzione con parti in marmo completate nel 2016. Oggi è visibile all'esterno dal percorso del Peripatos.

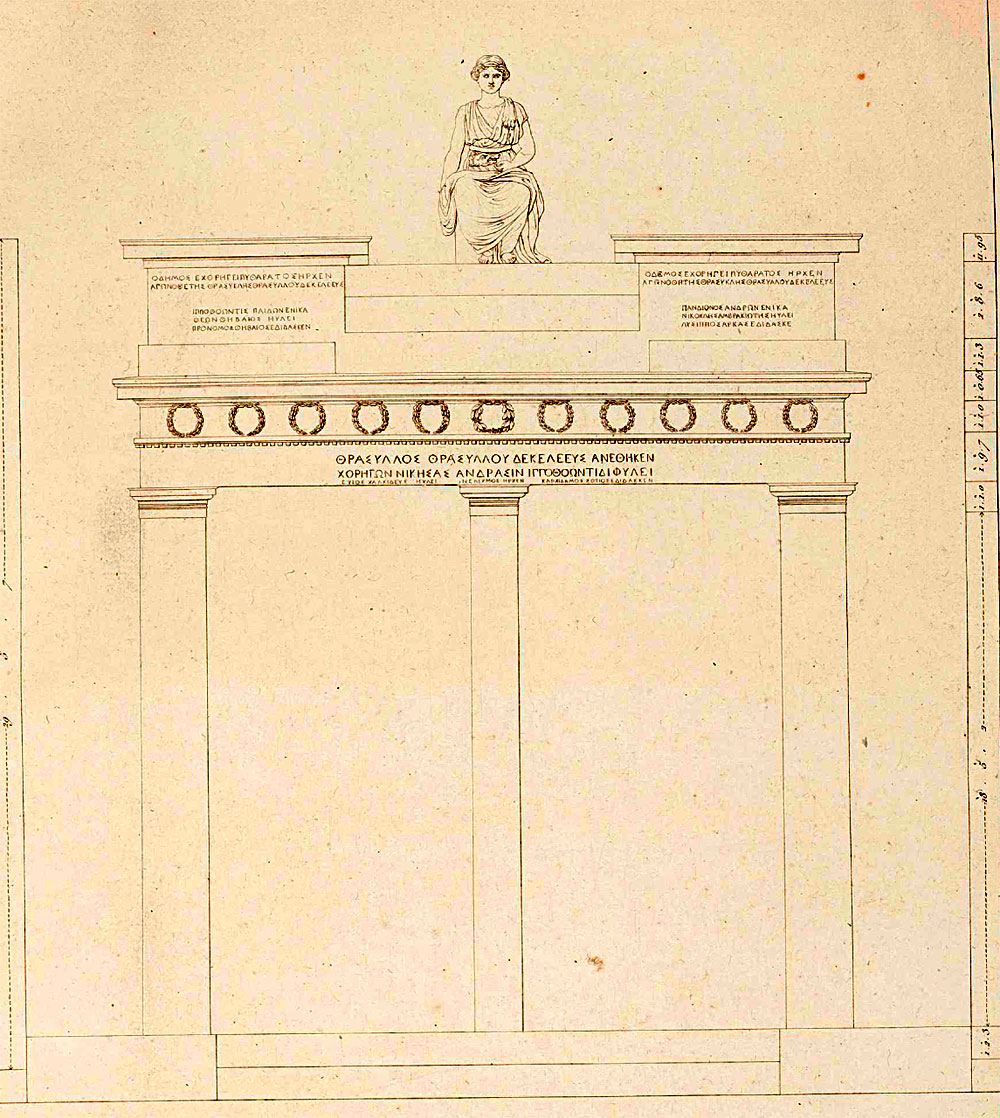
Ricostruzione del monumento con la statua sul frontone
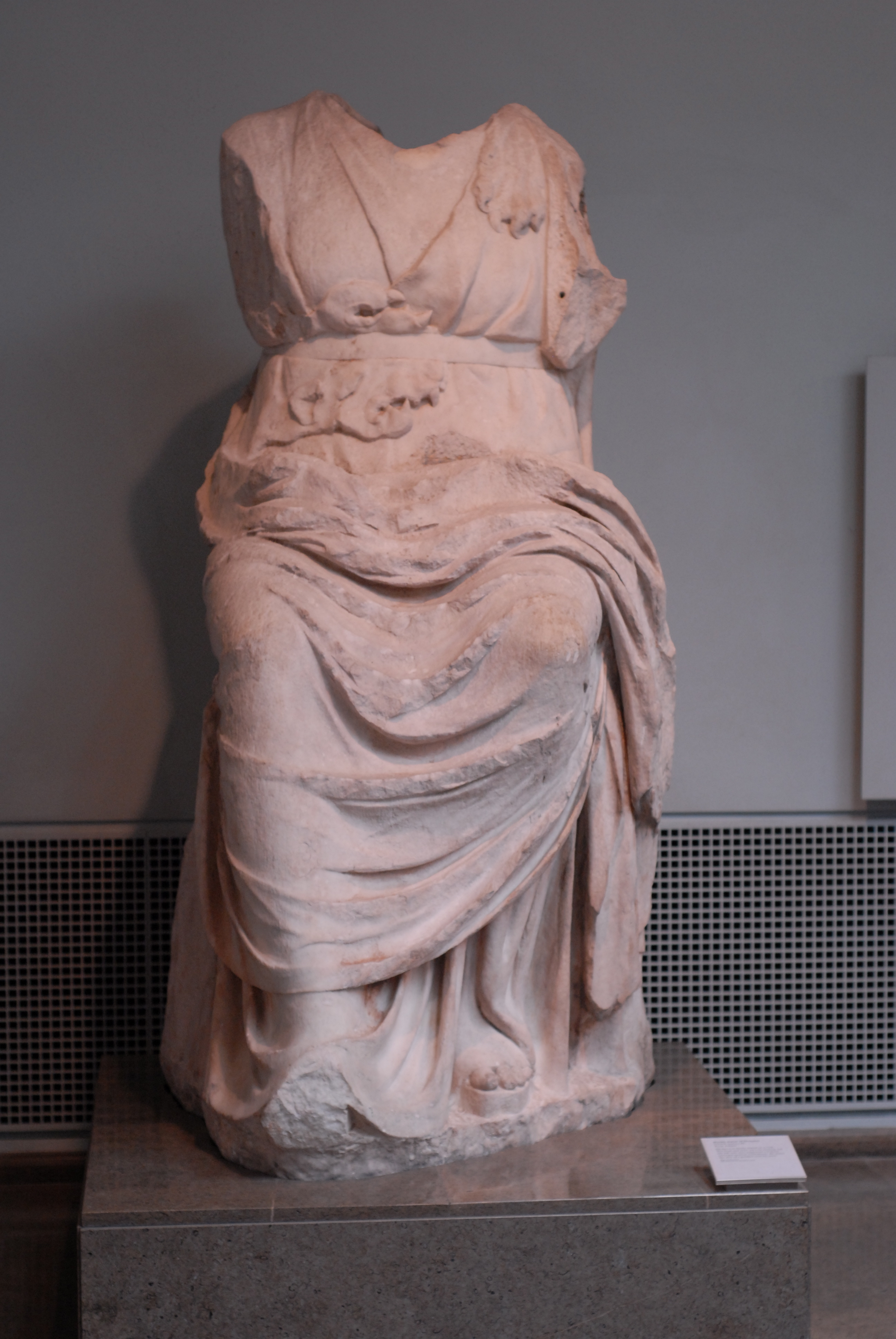
La statua di Dioniso oggi al British Museum.
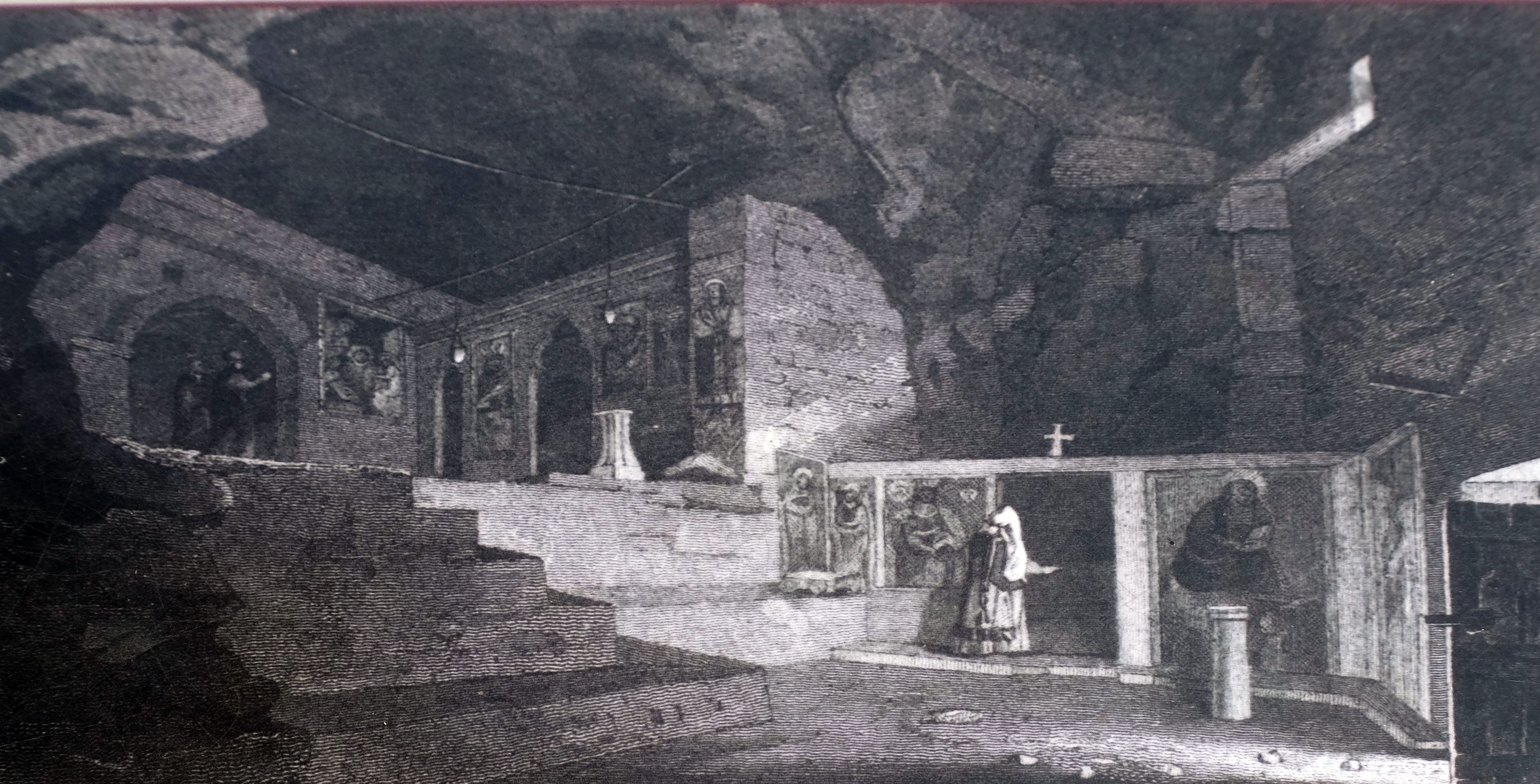
Rappresentazione della Chiesa di Santa Maria della cava di Simone Pomardi.
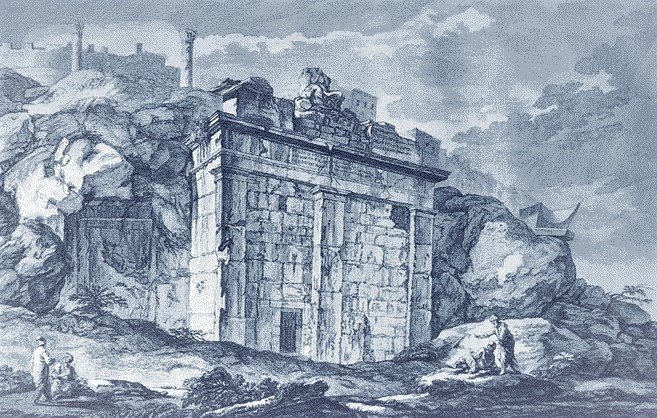
Il monumento nel 1758